# 田村隆一
田村 隆一（たむら りゅういち、1923年（大正12年）3月18日 - 1998年（平成10年）8月26日）は、日本の詩人・随筆家・翻訳家。詩誌『荒地』の創設に参加し、戦後詩に大きな影響を与えた。
府立三商業学校在学中から詩を書き始めた。明治大学文芸科卒。
鮎川信夫・中桐雅夫らを知り詩誌「LE・BAL」などに参加。戦後は、黒田三郎らも加わって、第2次「荒地」を創刊。現代文明への危機意識をこめ、叙情と理知とが絶妙のバランスをなす散文詩を生んだ。処女詩集は『四千の日と夜』(1956年)。『言葉のない世界』(1962年)で高村光太郎賞受賞。アガサ・クリスティーなどの推理小説の翻訳でも知られる。

## 来歴

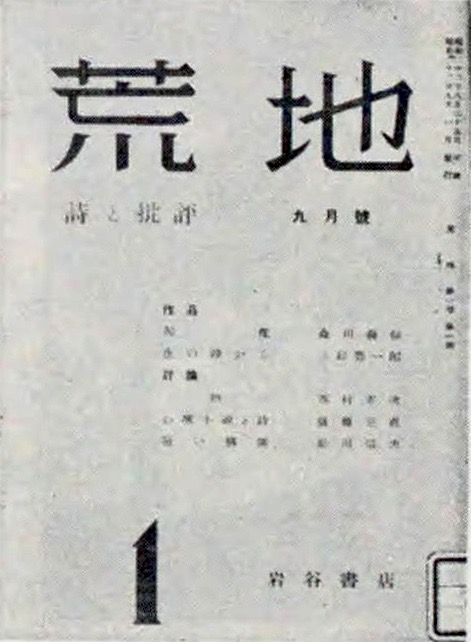
田村らが1947年に創刊した第二次『荒地』

東京府北豊島郡巣鴨村（現在の東京都豊島区南大塚）に生まれる。生家は祖父の代から鳥料理店「鈴むら」を経営していた。東京府立第三商業学校卒業後、東京瓦斯に入社するも1日も出社せず退職した。研数学館での浪人生活を経て、明治大学専門部文科（文芸科）を卒業する。
1939年、中桐雅夫編集の『ル・バル』に参加する。鮎川信夫、北村太郎、森川義信、衣更着信、三好豊一郎、牧野虚太郎らと知り合う。
1943年12月、学徒出陣で帝国海軍に二等水兵として入隊、海軍兵科第4期予備学生を経て、海軍少尉となり、滋賀海軍航空隊へ着任した。長身を猫背に曲げて歩き、靴の踵が30度も外側にすり減り、士官服を着た文士崩れにしか見えなかった。士官にもかかわらず練習生と共に食事をし、（通常、練習生と食事をする上官は直属班長の下士官だけであった）、練習生がいたずら半分で山盛りにした飯を平気で平らげ、練習生に限りない親しみを感じさせるようになった。
そのまま戦地へ出ること無く、1945年の敗戦を迎えることになるが、同期生や友人が戦死したことが心に大きな傷を残すことになった。
1947年、鮎川信夫、北村太郎らと『荒地』を創刊する。
1950年より翻訳を開始する。処女訳書はアガサ・クリスティ『三幕の殺人』。その版元であった早川書房に1953年より1957年まで勤務、編集と翻訳にあたる。当時の部下だった福島正実、都筑道夫らの回顧文では「有能だが、あまり仕事をしない、風流人」として描かれている。退社後は他の出版社とも仕事をし、数多くの推理小説や絵本を紹介した。
1956年に処女詩集『四千の日と夜』を刊行した。この詩集は2年後に筑摩書房の『現代日本文学全集』に収録されるという評価を受けている。1963年、『言葉のない世界』で高村光太郎賞を受賞する。1967年から翌年にかけては、アメリカのアイオワ州立大学に客員詩人として招かれた。その後、1971年にも谷川俊太郎らと渡米し、詩の朗読を行った。同年、英訳詩集『World Without Words』出版（Takako Uchino Lento訳）。1978年、『詩集1946～76』（最初の全詩集）によって第5回無限賞を受賞する。1985年、『奴隷の歓び』で読売文学賞を受賞する。1993年、『ハミングバード』で現代詩人賞を受賞する。
軽妙なエッセイも得意とし、『ぼくの遊覧船』『青いライオンと金色のウイスキー』ほかの著書がある。雑誌『面白半分』で、1979年7月号～12月号の編集長だった。
晩年は萩原朔太郎賞の選考委員を務め、テレビ番組への出演も行うなど、旺盛な活動ぶりを見せた。「おじいちゃんにも、セックスを。」というコピー（制作は前田知巳）が打たれた宝島社の広告にモデルとして登場し、大きなインパクトを与えた。
1998年8月26日、食道癌のため死去。享年75。亡くなる当日、最後に冷や酒を1合飲んで「うまい」と喜び、数時間後に眠るように逝去した。最後の詩集は朝日新聞社から死後に刊行された『帰ってきた旅人』である。戒名は泰樹院想風日隆居士。

## 人物
- 吉本隆明は「日本でプロフェッショナルだと言える詩人が三人いる。それは田村隆一、谷川俊太郎、吉増剛造だ」と評している。
- 最初の妻は鮎川信夫の妹[5]。2度目の妻は福島正実の従姉妹[6]。岸田衿子は3度目の妻[7]。４度目の妻和子は彫刻家・高田博厚の娘で、北村太郎との関係[8]はねじめ正一の小説『荒地の恋』のモデルとなり[9]、2016年WOWOWでテレビドラマ化された[10]。最後の妻は田村悦子[11]。

## 作品

### 詩集
- 『詩集 四千の日と夜 1945 - 1955』（東京創元社） 1956
- 『言葉のない世界』（昭森社） 1962 - 高村光太郎賞受賞
- 『田村隆一詩集』第1 - 3（思潮社） 1966
- 『緑の思想』（思潮社） 1967
- 『新年の手紙』（青土社） 1973
- 『死語』（河出書房新社） 1976
- 『誤解』（集英社） 1978
- 『水半球』（書肆山田） 1980
- 『スコットランドの水車小屋』（青土社） 1982
- 『5分前』（中央公論社） 1982
- 『陽気な世紀末』（河出書房新社） 1983
- 『空気遠近法』（奈良原一高写真、東京現代版画工房） 1983
- 『奴隷の歓び』（河出書房新社） 1984 - 読売文学賞受賞
- 『ワインレッドの夏至』（集英社） 1985
- 『毒杯』（河出書房新社） 1986
- 『生きる歓び』（集英社） 1988
- 『新世界より』（集英社） 1990
- 『ぼくの航海日誌』（中央公論社） 1991
- 『Torso』（求竜堂） 1992
- 『ハミングバード』（青土社） 1992 - 現代詩人賞受賞
- 『灰色のノート』（集英社） 1993
- 『狐の手袋』（新潮社） 1995
- 『花の町』（荒木経惟写真、河出書房新社） 1996
- 『ロートレックストーリー』（講談社） 1997
- 『詩集 1999』（集英社） 1998
- 『帰ってきた旅人』（朝日新聞社） 1998

### 小説
- 『ノラの再婚』（ティビーエス・ブリタニカ） 1979
- 『金貨』（ティビーエス・ブリタニカ） 1979

### エッセイなど
- 『若い荒地』（思潮社） 1968、のち講談社文芸文庫
- 『青い廃墟にて 対話集』（毎日新聞社） 1973
- 『泉を求めて 対話集』（毎日新聞社） 1974
- 『ぼくの遊覧船』（文藝春秋） 1975
- 『青いライオンと金色のウイスキー』（筑摩書房） 1975
- 『インド酔夢行』（日本交通公社出版事業局） 1976、のち集英社文庫、講談社文芸文庫
- 『詩人のノート 1974・10・4 - 1975・10・3』（朝日新聞社） 1976、のち朝日選書、講談社文芸文庫
- 『ぼくの交響楽』（文藝春秋） 1976
- 『あたかも風のごとく 対談集』（風濤社） 1976
- 『書斎の死体』（河出書房新社） 1978
- 『砂上の会話 対談集』（実業之日本社） 1978
- 『ジャスト・イエスタディー』（小沢書店） 1978
- 『鳥と人間と植物たち 詩人の日記』（主婦の友社） 1979、のち徳間文庫
- 『ウィスキー讃歌 生命の水を求めて』（佐伯泰英写真、平凡社カラー新書） 1979
- 『性的経験』（潮出版社） 1980、のち改題『ぼくの性的経験』徳間文庫
- 『ぼくの憂き世風呂』（集英社） 1980、のち文庫
- 『半七捕物帳を歩く ぼくの東京遊覧』（双葉社） 1980、のち朝日文庫、他に『ぼくの東京』（徳間文庫）
- 『ぼくの中の都市』（出帆新社） 1980
- 『もっと詩的に生きてみないか きみと話がしたいのだ』（PHP研究所） 1981
- 『詩人の旅』（PHP研究所） 1981、のち中公文庫、のち増補版
- 『小鳥が笑った 田村隆一vs池田満寿夫』（かまくら春秋社） 1981
- 『ボトルの方へ 酒神讃歌』（河出文庫） 1982
- 『酒飲みちょっと気になる話』（立風書房） 1983
- 『小さな島からの手紙』（集英社文庫） 1983
- 『田村隆一ミステリーの料理事典 探偵小説を楽しむガイドブック』（三省堂） 1984
- 『ぼくが愛した路地』（かまくら春秋社） 1985
- 『土人の唄』（青土社） 1986
- 『ぼくのピクニック 1981.7 - 1988.3 Note book』（朝日新聞社） 1988、のち文庫
- 『ぼくの東京』（徳間書店） 1988、のち文庫
- 『町の音・町の人 対談エッセイ』（作品社） 1989
- 『ダンディズムについての個人的意見』（メディアファクトリー） 1990
- 『ぼくの草競馬』（集英社文庫） 1990
- 『殺人は面白い』（徳間書店） 1991、のち文庫
- 『20世紀詩人の日曜日』（マガジンハウス） 1992
- 『退屈無想庵』（新潮社） 1993
- 『すばらしい新世界』（新潮社） 1996
- 『詩人からの伝言』（メディアファクトリー） 1996
- 『スコッチと銭湯』（角川春樹事務所） 1998
- 『女神礼讃 - ぼくの女性革命』（廣済堂出版） 1998
- 『ぼくの人生案内』（小学館） 1998、のち光文社知恵の森文庫
- 『ぼくのミステリ・マップ　推理評論・エッセイ集成』（中公文庫） 2023

### 翻訳
- 『おはようワレン先生』（ローラ・アードマン、秋元書房） 1958
- 『二日酔よこんにちは』（ハッソルト・ディヴィス、荒地出版社） 1960
- 『屠所の羊』（A・A・フェア、早川書房） 1961
- 『樽』（クロフツ、角川文庫） 1962
- 『あるスパイの墓碑銘』（エリック・アンブラー、筑摩書房） 1970
- 『Do it! 革命のシナリオ』（ジェリー・ルービン、岩本隼共訳、都市出版社） 1971
- 『小羊のぼうけん』（ビル・ピート、岩波書店、大型絵本） 1974
- 『カニのふしぎなおくりもの』（ビル・ピート、岩波書店、大型絵本） 1975
- 『わが酒の讃歌 文学・音楽・そしてワインの旅』（コリン・ウイルソン、徳間書店） 1975、のち文庫
- 『我が秘密の生涯』（学芸書林） 1975、のち富士見ロマン文庫、のち河出文庫
- 『わが青春のともだち』（ヘンリー・ミラー、北村太郎共訳、徳間書店） 1976
- 『魔術師の弟子』（バーバラ・ヘイズン、麻生共訳、評論社） 1977
- 『村のおまつり』（ルース・クラフト、ブリューゲル絵、麻生共訳、評論社） 1978
- 『ファッションの鏡』（セシル・ビートン、文化出版局） 1979
- 『こちら、動物の119番』（デヴィッド・テイラー、大沢薫共訳、集英社） 1979
- 『風がふいたら』（パット・ハッチンス、理論社） 1980
- 『はしれ! かもつたちのぎょうれつ』（ドナルド・クリューズ、評論社） 1980
- 『夜明けのヴァンパイア』（アン・ライス、早川書房） 1981、のち文庫
- 『ジャックとまめのつる』（トニー・ロス、文化出版局） 1981
- 『クリスマスさんとゆかいな仲間』（クリストファー・メイナード、評論社） 1981
- 『あたまのうえにりんごがいくつ』（セオ・レスィーグ、ペンギン社） 1984
- 『アガサ・クリスティーイラストレーション』（トム・アダムズ、早川書房） 1984
- 『オプス・ピストルム '30年代パリの性的自画像』（ヘンリー・ミラー、富士見ロマン文庫） 1984
- 『顔の秘密 有名人の実例でわかるあなたの運命』（ライラン・ヤング、新潮文庫） 1985
- 『カラスのジャック』（ディーター・シューベルト、ほるぷ出版） 1985
- 『猫ねこネコの物語』（ロイド・アリグザンダー、評論社） 1988
- 『サンタクロースの冒険』（ライマン・フランク・ボーム、扶桑社） 1989、のち改題『少年サンタの大冒険!』（扶桑社） 1996
- 『あぶない! パトリック』（ポール・ジェラティ、評論社） 1991
- 『クマくんのふしぎなエンピツ』（アンソニー・ブラウン、評論社） 1993
- 『盗聴された情事』（エド・マクベイン、新潮文庫） 1995

#### アガサ・クリスティー
- 『三幕の殺人』（アガサ・クリスティー、早川書房） 1951、のち文庫
- 『予告殺人』（アガサ・クリスティー、早川書房） 1951、のち文庫
- 『山荘の秘密』（アガサ・クリスティー、早川書房） 1952、のち改題『シタフォードの秘密』（早川書房） 1956、のち文庫
- 『ねじれた家』（アガサ・クリスティー、早川書房） 1957、のち文庫
- 『スタイルズ荘の怪事件』（アガサ・クリスティー、早川書房） 1957、のち文庫
- 『ゼロ時間へ』（アガサ・クリスティー、早川書房） 1958、のち文庫
- 『マギンティ夫人は死んだ』（アガサ・クリスティー、早川書房） 1958、のち文庫
- 『死者のあやまち』（アガサ・クリスティー、早川書房） 1958、のち文庫
- 『魔術の殺人』（アガサ・クリスティー、早川書房） 1958、のち文庫
- 『ゴルフ場殺人事件』（アガサ・クリスティー、早川書房） 1959、のち文庫
- 『邪悪の家』（アガサ・クリスティー、早川書房） 1959、のち文庫
- 『青列車の秘密』（アガサ・クリスティー、早川書房） 1959、のち文庫
- 『なぜ、エヴァンズに頼まなかったのか?』（アガサ・クリスティー、早川書房） 1959、のち文庫
- 『秘密機関』（アガサ・クリスティー、早川書房） 1960、のち文庫
- 『牧師館の殺人』（アガサ・クリスティー、ハヤカワ・ミステリ文庫） 1978
- 『アクロイド殺し』（アガサ・クリスティー、ハヤカワ・ミステリ文庫） 1979
- 『リスタデール卿の謎』（アガサ・クリスティー、ハヤカワ・ミステリ文庫） 1981
- 『ビッグ4』（アガサ・クリスティー、ハヤカワ・ミステリ文庫） 1984
- 『ABC殺人事件』（アガサ・クリスティー、ハヤカワ・ミステリ文庫） 1987

#### ロアルド・ダール
- 『あなたに似た人』（ロアルド・ダール、早川書房） 1957
- 『おばけ桃の冒険』（ロアルド・ダール、評論社） 1972
- 『チョコレート工場の秘密』（ロアルド・ダール、評論社） 1972
- 『父さんギツネバンザイ』（ロアルド・ダール、米沢万里子共訳 評論社） 1976
- 『ガラスのエレベーター宇宙にとびだす』（ロアルド・ダール、評論社） 1978
- 『大きな大きなワニのはなし』（ロアルド・ダール、評論社） 1978
- 『いじわる夫婦が消えちゃった!』（ロアルド・ダール、評論社） 1982
- 『オズワルド叔父さん』（ロアルド・ダール、早川書房） 1983、のち文庫

#### エラリー・クイーン
- 『Yの悲劇』（エラリー・クイーン、角川文庫） 1961
- 『Xの悲劇』（エラリイ・クイーン、角川文庫） 1963
- 『最後の悲劇』（エラリイ・クイーン、角川文庫） 1964

#### T・S・エリオット
- 『エリオット詩集』（T・S・エリオット、弥生書房、世界の詩43） 1966
- 『キャッツ - ボス猫・グロウルタイガー絶体絶命』（T・S・エリオット、ほるぷ出版） 1988
- 『魔術師キャッツ 大魔術師ミストフェリーズ、マンゴとランプルの悪ガキコンビ』（T・S・エリオット、ほるぷ出版） 1991

#### ロジャー・ハーグレーヴス
- 『しあわせくん』（ロジャー・ハーグレーヴス、評論社） 1976
- 『ゆめみくん』（ロジャー・ハーグレーヴス、評論社） 1976
- 『オセッカイくん』（ロジャー・ハーグレーヴス、評論社） 1976
- 『ちびくん』（ロジャー・ハーグレーヴス、評論社） 1976
- 『くいしんぼくん』（ロジャー・ハーグレーヴス、評論社） 1976
- 『とんまくん』（ロジャー・ハーグレーヴス、評論社） 1976
- 『なまいきくん』（ロジャー・ハーグレーヴス、評論社） 1976
- 『ドスンくん』（ロジャー・ハーグレーヴス、評論社） 1976
- 『あべこべくん』（ロジャー・ハーグレーヴス、評論社） 1976
- 『ハクションくん』（ロジャー・ハーグレーヴス、評論社） 1976
- 『くすぐりくん』（ロジャー・ハーグレーヴス、評論社） 1976
- 『ゴチャゴチャくん』（ロジャー・ハーグレーヴス、評論社） 1976

#### トミー・ウンゲラー
- 『ゼラルダと人喰い鬼』（トミー・ウンゲラー、麻生九美共訳、評論社） 1977
- 『ぼうし』（トミー・ウンゲラー、麻生共訳、評論社） 1977
- 『ラシーヌおじさんとふしぎな動物』（トミー・ウンゲラー、麻生共訳、評論社） 1977
- 『月おとこ』（トミー・ウンゲラー、麻生共訳、評論社） 1978

## 選集・全集・作家論
- 『田村隆一詩集』（思潮社、現代詩文庫） 1968
- 『詩と批評』A - D（思潮社） 1969 - 1973
- 『腐敗性物質 自選詩集』（立風書房） 1971、のち新編（講談社文芸文庫） 1997
- 『詩集 1946 - 1976』（河出書房新社） 1976
- 『新選 田村隆一詩集』（思潮社、現代詩文庫） 1977
- 『詩と批評』E（思潮社） 1978
- 『田村隆一』（中央公論社、現代の詩人3） 1983
- 『ぼくの鎌倉八景 夜の江の電』（沖積舎） 1987
- 『田村隆一詩集 1977～1986』（河出書房新社） 1988
- 『唇頭の灰』（沖積舎） 1989
- 『続・田村隆一詩集』（思潮社、現代詩文庫） 1993
- 『続続・田村隆一詩集』（思潮社、現代詩文庫） 1993
- 『田村隆一エッセンス』（青木健編、河出書房新社） 1999 - 詩篇と詩論
- 『自伝からはじまる70章 大切なことはすべて酒場から学んだ』（思潮社、詩の森文庫） 2005
- 『田村隆一全詩集』（思潮社） 2000
- 『現代詩読本 田村隆一』（思潮社） 2000
- 『田村隆一 20世紀詩人の肖像』（河出書房新社、KAWADE道の手帖） 2010.9
- 『田村隆一全集』全6巻（長谷川郁夫編、河出書房新社） 2010.10 - 2011.3